# Martigny, Aisne
Martigny är en kommun i departementet Aisne i regionen Hauts-de-France i norra Frankrike. Kommunen ligger  i kantonen Aubenton som ligger i arrondissementet Vervins. År 2022 hade Martigny 421 invånare.

## Befolkningsutveckling
Antalet invånare i kommunen Martigny
Referens: INSEE